# Orientispa fujiana
Orientispa fujiana är en insektsart som beskrevs av C.-k. Yang 1999. Orientispa fujiana ingår i släktet Orientispa och familjen fångsländor. Inga underarter finns listade i Catalogue of Life.